# Ścieki przemysłowe
Ścieki przemysłowe – ścieki niebędące ściekami bytowymi ani deszczowymi, powstałe w związku z prowadzoną przez zakład działalnością handlową, przemysłową, składową, transportową lub usługową, a także będące ich mieszaniną ze ściekami innego podmiotu, odprowadzane urządzeniami kanalizacyjnymi tego zakładu. Ich skład chemiczny jest zależny od profilu produkcyjnego przedsiębiorstwa, używanych technologii oraz sposobu oczyszczania ścieków.
Ścieki przemysłowe dzielą się na:
1. rozkładalne – ulegające przemianom chemicznym do substancji nietoksycznych
2. nierozkładalne – trwałe np. DDT, związki metali ciężkich